# Station Nuits-sous-Ravières
Station Nuits-sous-Ravières is een spoorwegstation in de Franse gemeente Nuits aan de spoorlijnen Paris-Lyon - Marseille-Saint-Charles en 
Nuits-sous-Ravières - Châtillon-sur-Seine.